# スメリ (潜水艦)
スメリ (Smeli) はユーゴスラビア海軍の潜水艦。オスヴェトニク（またはスメリ）級。
フランス、ナントのロワール造船所で建造された。1927年起工。1928年12月1日進水。1929年11月26日就役。1929年12月9日に「スメリ」と「オスヴェトニク」はコトル湾に到着した。
1930年、「スメリ」などユーゴスラビアの潜水艦4隻はベイルートやアレクサンドリアを訪問。1934年10月、「スメリ」はチュニジアのビゼルトとKelibia Roadsを訪問した。1937年8月、9月には潜水艦「フラブリ」および母艦「ズマイ」とともにギリシャのピレウスやクレタ島、コルフ島などを訪問した（1937年に4隻でピレウスを訪問し、その後潜水艦2隻は帰国したとも）。
1941年4月6日、枢軸国軍によるユーゴスラビア侵攻が始まる。4月9日、「スメリ」と「ネボージャ」はイタリア船団を攻撃すべくコトル湾より出撃。しかし敵を発見できず、また「スメリ」は荒れた海で損傷。4月14日または15日に「スメリ」は帰投し、修理のためティヴァトへ向かった。
4月17日、「スメリ」はコトル湾においてイタリア第17軍団に捕獲された。
「スメリ」は「N2」と称された。「N1」（旧「オスヴェトニク」）とともにラ・スペツィアで改装がなされ、司令塔は作り替えられ、40㎜対空砲は撤去されてブレダ13.2㎜機銃が2基搭載された。これにより水上排水量は665英トン (676 t) 、水中排水量は822英トン (835 t) となった。
1941年4月25日、19世紀の政治家にちなむ「アントニオ･バヤモンティ (Antonio Bajamonti)」という艦名がつけられた。
潜水時の安定性や良好な潜航時間にもかかわらず、艦齢や潜航深度の浅さから用途は訓練や実験用に限られた。最初はポーラの潜水艦学校に、次いでラ・スペツィアの対潜学校に配置された。1942年3月には「アントニオ･バヤモンティ」はH部隊捜索に出撃している。
イタリア降伏翌日の1943年9月9日にラ・スペツィアで自沈。

## 要目
- 排水量：水上630英トン (640 t)、水中809英トン (822 t)
- 全長：66.5m（218フィート2インチ）
- 幅：5.4m（17フィート9インチ）
- 吃水：3.8m（12フィート6インチ）
- 機関：MANディーゼル機関2基（1,480馬力）、Nancy電動機2基（1,000馬力）、2軸
- 速力：水上14.5ノット、水中9.2ノット
- 兵装：550㎜魚雷発射管6、100㎜砲1、40㎜対空砲1